# Адамка
Адамка (пољ. Adamka) је село у Пољској које се налази у војводству Лођском у повјату Поддебицком у општини Зађим.
Од 1975. до 1998. године ово насеље се налазило у Сјердзком војводству.